# Wadi Subu
Wadi Subu (arab. وادي سبو fr. Oued Sebou) – rzeka w północnym Maroku. Liczy ok. 458 km długości, jest drugą najdłuższą rzeką w Maroku (po Wadi Muluja). Wypływa z Atlasu Wysokiego, wpada do Oceanu Atlantyckiego w okolicach miasta Al-Mahdija. Najważniejsze dopływy to: Wadi Inawin, Wadi Wargha i Wadi Baht.